# Otto Jagenberg
Otto Jagenberg (* 9. Mai 1861 in Almersbach; † 1. Dezember 1937 in Solingen) war ein deutscher Unternehmer in der Papierindustrie.

## Leben und Wirken
Otto Jagenberg entstammte einer alten, in Remscheid und Solingen ansässigen Kaufmanns- und Hammermühlen-Besitzerfamilie. Sein Großvater war der Solinger Papiermacher und Papiermühlen-Betreiber Johann Ferdinand Wilhelm Jagenberg (1794–1871), sein Vater der Altenkirchener und Solinger Papierfabrikant Adolf Jagenberg (1819–1900). Seine Mutter war Thusnelda geb. Rehorn. Er besuchte die Volksschule und ein Realgymnasium in Köln. Anschließend studierte er Ingenieurwissenschaften an der Technischen Hochschule Karlsruhe und wurde Mitglied des dortigen Corps Alemannia. 1882 trat er in das väterliche Unternehmen Jagenberg & Cie., Solinger Papierfabrik (genannt Papiermühle Solingen) ein. 1884 wurde er Teilhaber und Leiter, ab 1888 Alleininhaber des Unternehmens. Speziell in den Jahren von 1889 bis 1900 forcierte er, als ausgebildeter Ingenieur, den Ausbau und die Modernisierung des Betriebes, wobei er neue Turbinen, Dampfkessel, Dampfmaschinen und elektrisch betriebene Maschinen sowie moderne Papiermaschinen anschaffte und zum Einsatz brachte. Zum speziellen Produktionsprogramm gehörten Manilapapiere, Kartonpapier, Zellstoffkarton und gemusterte Packpapiere. Der Bau von Werkswohnungen zählt zu seinen sozialen Verdiensten.
Nachdem Jagenberg im Badischen Leib-Grenadier-Regiment als Einjährig-Freiwilliger gedient hatte, wurde er dort 1884 Leutnant der Reserve und 1901 Hauptmann der Landwehr. Seine militärischen Interessen bezeugen, neben den Darstellungen seines Sohnes Paul, auch Todesanzeigen der Kameradschaft Garde, Solingen (dort war er Ehrenführer) und des Reichsverband Deutscher Offiziere, Ortsgruppe Solingen. In erster Ehe war er von 1890 bis zu deren Tod 1892 mit Jeanne Motard verheiratet. Ihr einziger Sohn Alexander fiel im Ersten Weltkrieg. 1896 heiratete er Meta Schnitzler und hatte mit ihr zwei Söhne und eine Tochter. Der Sohn Kurt fiel ebenfalls im Ersten Weltkrieg, Sohn Paul Jagenberg (1900–1979) wurde 1927 Geschäftsteilhaber im Unternehmen seines Vaters. Die Tochter Jeanne heiratete Fritz Linge, der zur Leitung der Firma gehörte.